# チョン・ヨンジン
チョン・ヨンジン（鄭溶鎮、1968年9月19日 - ）は韓国の実業家。新世界グループの会長。

## 経歴
実業家で元国会議員の鄭商熙の孫、サムスングループ創始者の李秉喆の外孫。鄭の息子の鄭在恩と李の五女である李明熙（イ・ミョンヒ）の一人息子で、鄭有慶は妹。1995年に俳優のコ・ヒョンジョンと結婚し二人の子どもをもうけたが2003年に離婚。2006年、38歳の時に両親からの経営権の早期継承を宣言した。2017年のフォーブス誌によると資産は約11億ドル、韓国内で34位。いわゆるビリオネアである。

## 引用
1. ↑  조충희 (2021年1月6日). “[Who Is ?] 정용진 신세계그룹 부회장”. 비즈니스포스트. 2024年4月21日閲覧。
2. ↑  “まだ結婚してない？ 財閥の元夫と離婚後も女優として堂々と生きるコ・ヒョンジョン”. DANMEE ダンミ. 2021年5月25日閲覧。
3. ↑  “鄭溶鎮・新世界副社長、経営権の早期継承宣言 | 韓国経済 | ニュース | 東洋経済日報”. www.toyo-keizai.co.jp. 2021年5月25日閲覧。